# Striden vid Muttom
Striden vid Muttom var ett slag under finska kriget 1808–1809. Slaget stod mellan svenska och ryska styrkor den 23–24 februari 1808 vid Muttom, öster om Mörskom.

## Slaget
Efter att ryska styrkor invaderat Finland och besatt områdena närmast gränsen skickades ett kompani under befäl av kaptenen Isak Conrad Bremer ut av Björneborgs regemente såsom förpost mellan Mörskom och Liljendal. Den 23 februari blev kompaniet anfallet av en rysk kolonn och avvisade flera anfall, varav det sista kort efter midnatt. Kapten Bremer förflyttade därefter sitt kompani tillbaka till regementet vid Mörskom för att inte bli kringgången och avskuren av skidtrupper.